# Pegomya acklandi
Pegomya acklandi este o specie de muște din genul Pegomya, familia Anthomyiidae. A fost descrisă pentru prima dată de Masayoshi Suwa în anul 1974. Conform Catalogue of Life specia Pegomya acklandi nu are subspecii cunoscute.